# 腾格里沙漠

腾格里沙漠所在地阿拉善盟在内蒙古自治区的大致位置

38°42′N 104°42′E / 38.700°N 104.700°E
腾格里沙漠是中国第四大沙漠。沙漠横跨内蒙古自治区西部、甘肃省中部和宁夏回族自治区西部，东至贺兰山，南越长城，西至雅布賴山（Yabulai Mountains，音译“雅巴赖乌拉”）。蒙古语“腾格里”的意思是“天”，形容沙漠“像苍天一样浩渺无际”。 
沙漠的海拔1200－1400米，总面积3.67万平方公里。沙丘、湖泊盆地、山地及平地在沙漠上相互交错分布，其中沙丘占70%以上，多为湾月形沙丘链，高10-30米，也有高达10～100米，这些沙丘常向东南方向移动。沙漠原為湖泊，即使現時在沙漠中仍有大大小小小湖泊达400多个。這些湖多为淡水湖，周围水草丰盛，是当地主要牧场。

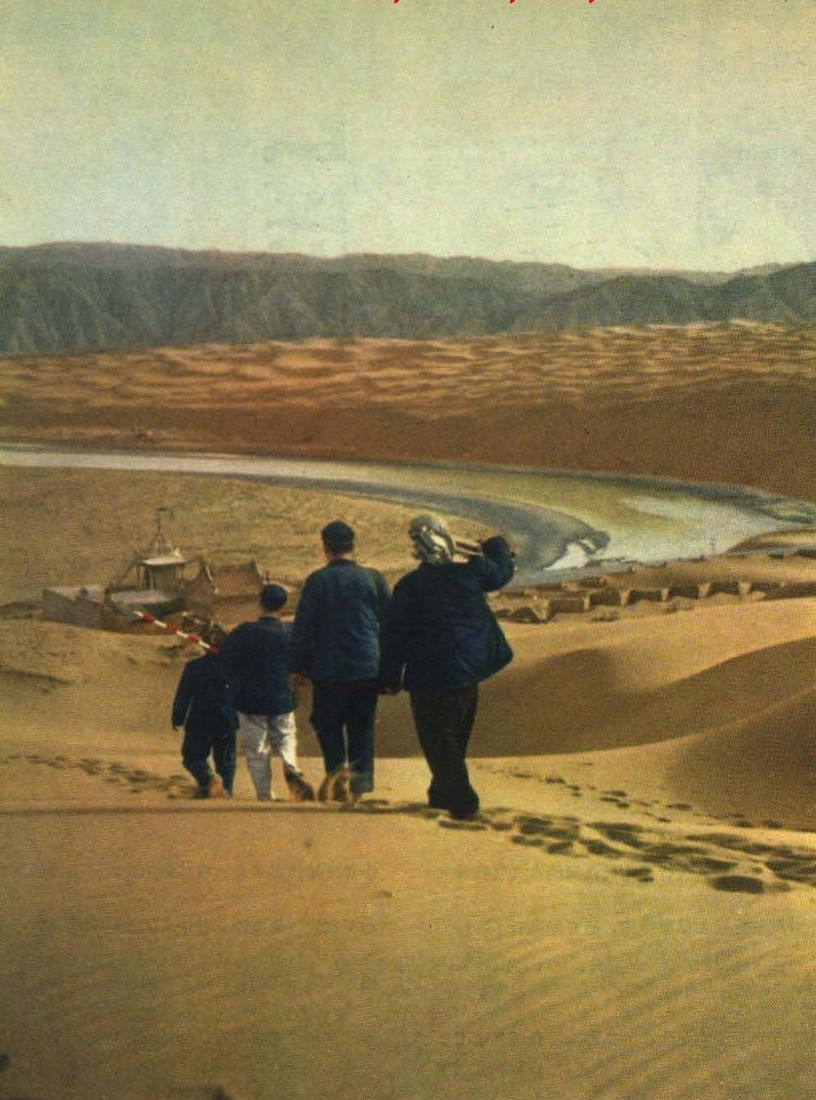
1963年腾格里沙漠中的科考站

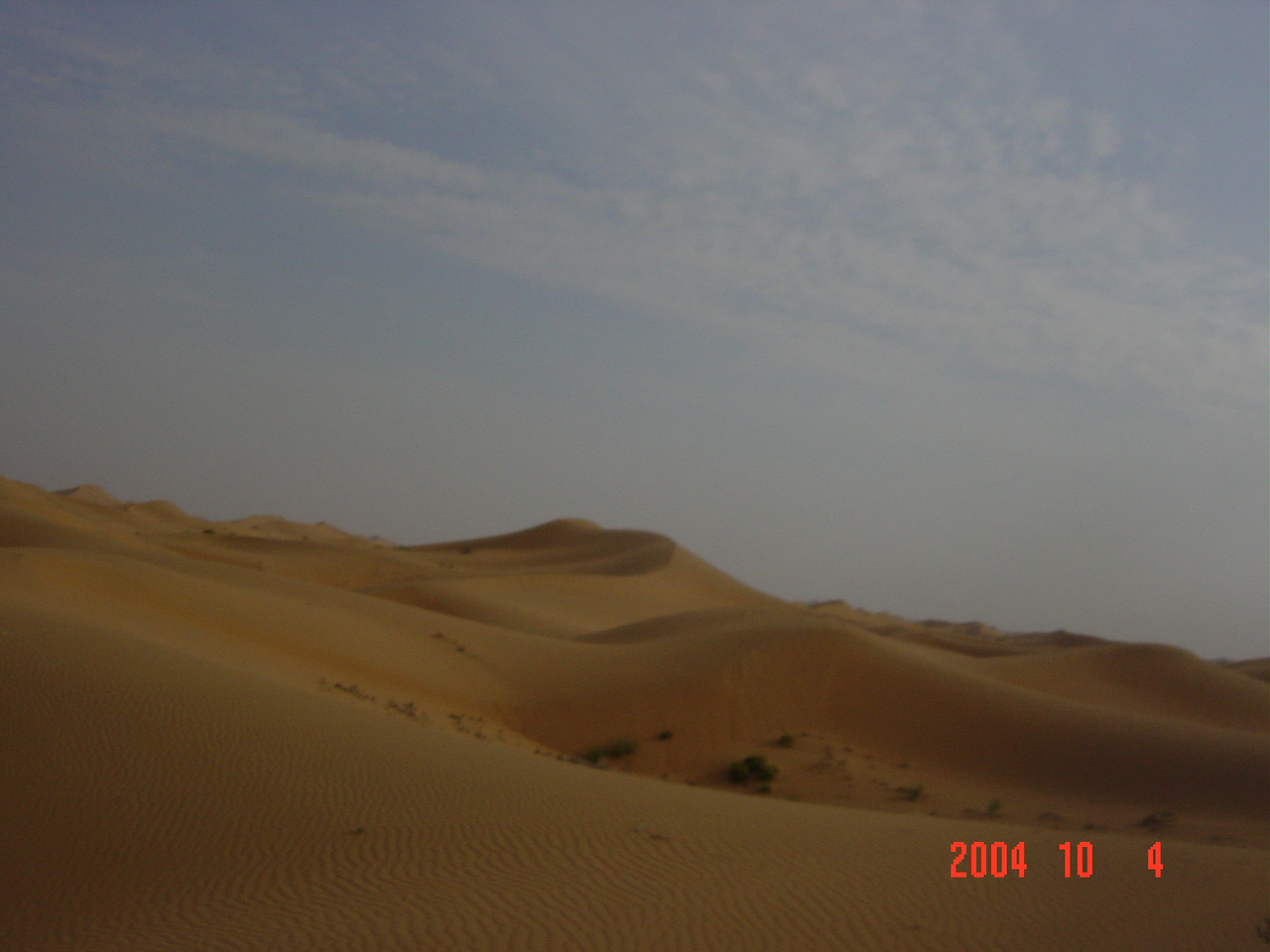
2004年拍摄的腾格里沙漠景观

## 工業園污染事件
内蒙古和宁夏近年分别在腾格里沙漠腹地建起了内蒙古腾格里工业园（1999年）和宁夏中卫工业园区（2007年10月），引入园区的大量化工企业将未经处理的污水直接排入沙漠。早在2010年有媒体曝光宁夏中冶美利纸业股份有限公司，将大量造纸污水排向腾格里沙漠，污染狀況經由新京報披露後十天，阿拉善盟行署副盟长赵占军稱“排污池”是经环保部门批准建设的高盐水蒸发池（2009-2012年間建成），池体按设计要求采取了防渗措施并实施地下水监测。2012年11月开展环境综合整治后，特别是2013年3月22日央視报道环境问题后，再无废水排入池中。池里的底泥和废水为新京报报道前的遗留物，已开始进行科学处置。此外，经调查，并未发现有污水池的沉淀物被掩埋进沙漠里。
9月下旬，中共中央办公厅、国务院办公厅下達《关于内蒙古腾格里沙漠污染问题处理情况的通报》，國務院成立督察組，敦促騰格里工業園區進行大規模整改；内蒙古自治区和阿拉善盟政府兩個多月整改（包括把晾晒池废水與底泥处理），内蒙古自治区环保厅专家组验收後，由新華社先行公佈成效，内蒙古启动追责，自治区环保厅、阿拉善盟、阿拉善左旗、腾格里经济开发区共24名相关责任人先后被问责，并受到党纪政纪处分；然而，2015年初財新網記者再次到中衛工業園區附近兩個地方考察，依然發現帶濃烈氣味、紅褐色黏稠液體的廢水池，有的還配有增氧機，把空氣打進水裡，讓人以為是個魚塘；附近並有挖土機把廢水與污泥攪拌，其外用圍牆圍着，記者需要以航拍直升機才能一睹全貌；當有人接近時，廠房會派人緊盯看守。
2020年9月9日，宁夏中卫市公安局沙坡头区分局发布通告称腾格里沙漠污染案举报人李根生因為涉黑被刑拘。

## 参見
- 沙坡头区
- 阿拉善左旗